# Ариба (войник)
Ариба (на старогръцки: Ἀρύββας) e телохранител на македонския цар Александър Велики.
Той е вероятно от илирийски произход. От 334 г. пр. Хр. той придружава царя в похода му в Азия и умира през зимата 332/331 г. пр. Хр. в Египет. Последван е като телохранител от Леонат.